# 帕爾霍米夫齊
49°26′38″N 27°15′44″E / 49.44389°N 27.26222°E
帕爾霍米夫齊（烏克蘭語：Пархомівці）是位於烏克蘭西部的村莊，由赫梅利尼茨基州裡赫梅利尼茨基區的赫梅利尼茨基市鎮負責管轄。該村面積2.46平方公里，海拔高度323米，2001年人口951，人口密度每平方公里387.1人。